# Owbeh Bolāghī
Owbeh Bolāghī (persiska: اوبه بلاغی, Ūbā Bolāghī) är en ort i Iran.   Den ligger i provinsen Västazarbaijan, i den nordvästra delen av landet, 500 km väster om huvudstaden Teheran. Owbeh Bolāghī ligger 1 549 meter över havet och antalet invånare är 133.
Terrängen runt Owbeh Bolāghī är kuperad åt nordost, men åt sydväst är den platt.Runt Owbeh Bolāghī är det ganska glesbefolkat, med 47 invånare per kvadratkilometer. Närmaste större samhälle är Shāhīn Dezh, 13,9 km söder om Owbeh Bolāghī. Trakten runt Owbeh Bolāghī består till största delen av jordbruksmark.